# HMS Hesperus (H57)
Pour les articles homonymes, voir H57.
Le HMS Hesperus (H57) était un destroyer de classe H qui avait été commandé à l'origine par la marine brésilienne sous le nom de Juruena à la fin des années 1930, mais qui a été acheté par la Royal Navy après le début de la Seconde Guerre mondiale en septembre 1939, mis en service en 1940 sous le nom de HMS Hearty, puis rapidement rebaptisé HMS Hesperus.
Le Hesperus a été endommagé par l'aviation allemande (Luftwaffe) pendant la campagne de Norvège en mai 1940 et a été affecté aux escortes de convois et aux patrouilles anti-sous-marines une fois ses réparations terminées. Il est affecté au Western Approaches Command pour des tâches d'escorte de convois à la fin de 1940. Il est brièvement affecté à la Force H en 1941, mais son armement anti-aérien est jugé trop faible et il est transféré à la Newfoundland Escort Force le mois suivant pour des fonctions d'escorte dans l'Atlantique Nord. Le Hesperus est transféré à la Mid-Ocean Escort Force à la fin de 1941 et continue d'escorter des convois dans l'Atlantique Nord pendant les trois années suivantes.
Il est transformé en destroyer d'escorte au début de 1943 après avoir subi des dommages lors d'une de ses deux attaques à l'éperon qui ont coulé des sous-marins allemands. Le navire a coulé deux autres sous-marins pendant la guerre par des moyens plus conventionnels. Après la fin de la guerre, le Hesperus escorte les navires transportant le gouvernement norvégien en exil vers la Norvège et sert de navire-cible jusqu'à la mi-1946. Il a été mis au rebut à partir de la mi-1947.

## Description
Le Hesperus déplaçait 1 350 tonnes longues (1 370 tonnes (t)) à charge normale et 1 883 tonnes longues (1 913 t) à charge pleine. Il avait une longueur hors-tout de 98,5 m, une largeur de 10,1 m et un tirant d'eau de 3,8 m. Il était propulsé par deux turbines à vapeur à engrenages Parsons, entraînant deux arbres, qui développaient une puissance totale de 34 000 chevaux-vapeur (25 000 kW) et donnaient une vitesse maximale de 36 nœuds (67 km/h). La vapeur pour les turbines était fournie par trois chaudières à trois tambours Admiralty. Le Hesperus transportait un maximum de 470 tonnes longues (480 t) de fuel, ce qui lui donnait une autonomie de 5 530 milles nautiques (10 240 km) à 15 nœuds (28 km/h). Son effectif était de 137 officiers et hommes en temps de paix, mais il était porté à 152 en temps de guerre.
Le navire était équipé de quatre canons Mark IX de 4,7 pouces (120 mm) de calibre 45  montés sur des supports simples, désignés "A", "B", "X" et "Y" de l'avant à l'arrière, mais le canon "Y" a été retiré pour compenser les charges de profondeur supplémentaires ajoutées. Pour la défense anti-aérienne (AA), le Hesperus avait deux supports quadruples Mark I pour la mitrailleuse Vickers Mark III de 0,5 pouce. Il était équipé de deux supports quadruples de tubes lance-torpilles au-dessus de l'eau pour des torpilles de 21 pouces (533 mm). Un rail de grenades sous-marines et deux lanceurs étaient installés ; 20 grenades sous-marines étaient initialement transportées,mais ce nombre a été porté à trois jeux de rails et huit lanceurs pendant l'armement. La charge de grenades sous-marines du navire est également passée de 20 à 110,.
Le Hesperus a été achevé sans tour de contrôle directeur (DCT), de sorte que les trois canons à faible angle de tir de 4,7 pouces restants ont tiré en contrôle local en utilisant les distances fournies par un télémètre. Il était équipé d'un ASDIC réglé pour détecter les sous-marins par réflexion des ondes sonores projetées dans l'eau.

### Modifications en temps de guerre
Les tubes lance-torpilles arrière du Hesperus ont été remplacés par un canon antiaérien de 12 livres pendant les réparations de mai-juin 1940. Le navire a reçu un radiogoniomètre HF/DF monté sur un mât principalet un radar de surface à courte portée de type 286 pendant son carénage de mi-1941. Pendant sa réparation à Immingham, il reçoit son DCT. Pendant son carénage du début de 1942 à Falmouth, en Cornouailles, l'armement antiaérien à courte portée du navire est augmenté de deux canons Oerlikon de 20 mm sur les ailes du pont du navire. En outre, son DCT et son télémètre récemment installés au-dessus du pont ont été remplacés par un radar d'indication de cible de type 271.
Pendant qu'il était en réparation au début de 1943, le navire a été transformé en destroyer d'escorte. Le canon "A" a été remplacé par un mortier anti-sous-marin Hedgehog et les supports de mitrailleuses de calibre 50 ont été remplacés par une paire d'Oerlikon de 20 mm. Un logement supplémentaire pour les grenades sous-marines remplace le canon de 12 livres à grand angle et le Hesperus reçoit la charge sous-marine Mk X d'une tonne et quatre lanceurs de grenades sous-marines Mk IV au cours du même carénage. Le Hesperus a également été équipé du leurre acoustique Foxer pour le protéger contre les torpilles allemandes à guidage acoustique.

## Historique
Il a été initialement commandé sous le nom de Juruena le 16 décembre 1937 par la marine brésilienne. Le navire a été mis en cale par le chantier naval John I. Thornycroft & Company à Woolston dans le Hampshire le 6 juillet 1938 et lancé par Senhora Heitora Gallienz le 1er août 1939. Le navire a été acheté par les Britanniques le 5 septembre 1939 après le début de la Seconde Guerre mondiale. Rebaptisé HMS Hearty, le navire a été mis en service le 22 janvier 1940 sous le commandement de l'ancien pilote de la Fleet Air Arm, le Commander (commandant) Donald Macintyre. Le Hearty a été rebaptisé Hesperus le 27 février, d'après l'Hesperus de la mythologie, pour éviter toute confusion avec le destroyer Hardy.
Les six destroyers brésiliens de classe H ou Havant forment initialement la 9e flottille de destroyers de la Home Fleet affectée à la protection anti-sous-marine de Scapa Flow. Lors de l'occupation allemande du Danemark, le Hesperus et son navire-jumeau (sister ship) Havant sont affectés à la couverture de l'occupation britannique des îles Féroé à la mi-avril. Pendant la campagne de Norvège, le Hesperus a transporté des éléments des Scots Guards à Mo i Rana le 15 mai et a été endommagé par des tirs de bombardiers en piqué Junkers Ju 87 "Stuka" le même jour. Le navire est envoyé à Dundee pour des réparations qui durent un mois. Une fois celles-ci terminées, le navire est affecté à des tâches d'escorte de convois et de patrouille anti-sous-marine.
En novembre 1940, la 9e flottille de destroyers est transférée au Western Approaches Command et redésignée comme le 9e groupe d'escorte. Le 4 novembre, l' Hesperus a sauvé 367 survivants du naufrage du croiseur marchand armé HMS Laurentic.
Lors d'une tempête tropicale en janvier 1941, la plate-forme sur laquelle le canon 'B' était monté a été soulevée jusqu'à ce que le canon s'appuie contre le pont. Après les réparations, il a repris ses fonctions d'escorte de convois jusqu'en avril où il a été affecté à la Force H à Gibraltar tandis que le commandant Macintyre a été transféré sur le destroyer Walker en mars. L' Hesperus escorte des navires pendant les opérations Tiger et Tracer en mai et en juin. L' Hesperus est transféré hors de la Force H car l'amiral James Somerville estime que sa capacité anti-aérienne est trop faible pour les opérations en Méditerranée. Il a reçu une brève remise en état à Liverpool et est transféré à la Newfoundland Escort Force le 7 juillet.
En août 1941, le Hesperus était l'un des destroyers qui escortaient le cuirassé Prince of Wales transportant le premier ministre Winston Churchill à la réunion de la Charte de l'Atlantique avec le président Franklin D. Roosevelt à Placentia Bay. Le navire a été structurellement endommagé par le gros temps et a été temporairement réparé par un navire de réparation en Islande, puis a subi des réparations permanentes à Immingham. Une fois ces réparations terminées, l' Hesperus a rejoint le 9e groupe d'escorte avant d'être attaché à la Force H en décembre pour des tâches de convoyage à Gibraltar.
Avec son navire-jumeau Harvester, l'Hesperus coule le sous-marin allemand (U-Boot) l'U-208 le 7 décembre 1941 dans l'Atlantique à l'ouest de Gibraltar. Le 15 janvier 1942, alors qu'il défend le convoi HG-78, le radar du navire détecte l'U-93 en surface : le capitaine, le lieutenant-commandant A.A. Tait, ordonne à l' Hesperus de l'éperonner. Bien qu'il s'agisse d'une manœuvre rasante, la collision est si violente qu'elle projette le Commandant et le premier officier de l'U-Boot du kiosque du sous-marin au canot à moteur arrimé sur le pont du destroyer. En larguant des grenades sous-marines à leur plus faible profondeur et en frappant le sous-marin à plusieurs reprises avec des obus de 4,7 pouces, l'équipage du sous-marin  abandonne le navire. L' Hesperus sauve quarante sous-mariniers, sans parvenir à faire monter une équipe de prise à bord du sous-marin avant qu'il ne coule. L'impact inonde une partie de la coque avant, déforme le bordé de la coque tribord et tord les extrémités de l'hélice tribord. Il reçoit des réparations provisoires à Gibraltar, puis des réparations definitives à Falmouth entre le 9 février et avril.

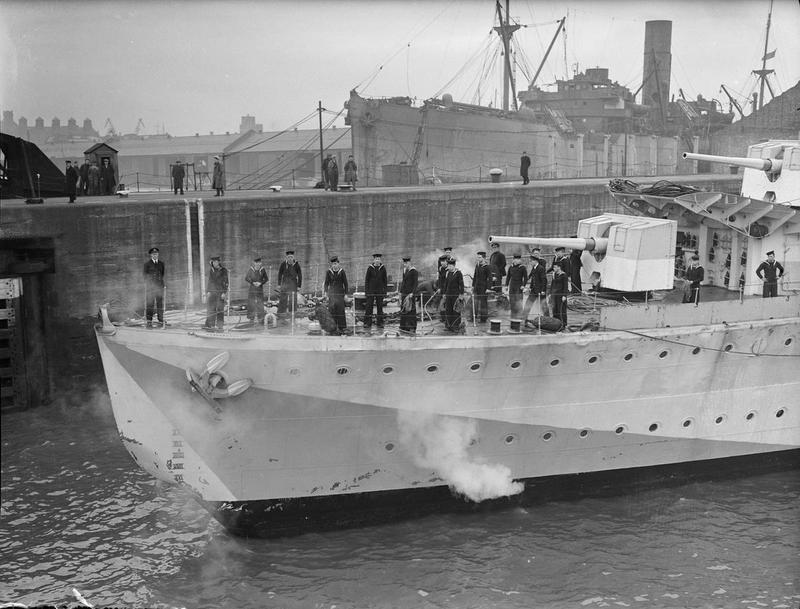
Le HMS Hesperus montre des dommages à la proue lors de son retour à Liverpool le 28 décembre 1942, après une escorte de convoi vers son pays, lorsqu'il ait éperonné et coulé un U-Boot (IWM A13986).

En mars 1942, les cinq destroyers de classe Havant restants sont désignés chefs des groupes d'escorte B-1 à B-5. Le commandant Tait est transféré sur le Harvester et le commandant A.F.St.G. Orpen prend le commandement du Hesperus et du groupe d'escorte B-2 lorsque le Hesperus termine ses réparations en avril. Le commandant Macintyre retourne sur le navire lorsque Orpen est promu capitaine en juin. Alors qu'ils escortaient le convoi HX 219 près de Rockall le 26 décembre, l' Hesperus et le destroyer Vanessa coulent le sous-marin allemand U-357 en l'éperonnant. Le fond du navire est éventré sur près d'un quart de sa longueur et il faut trois mois de réparations à Liverpool.
Le navire rejoint son groupe le 17 mars et coule l'U-191 au charges de mortier sous-marin ("hérisson" ou Hedgehog) le 23 avril 1943 alors qu'il escorte le convoi ONS-4. Près de trois semaines plus tard, il coule l'U-186 alors qu'il défend le convoi SC-129 le 12 mai 1943. L' Hesperus reste en service d'escorte de convois jusqu'à ce qu'il soit remis en état entre janvier et 29 mars 1944. Le commandant G.V. Legassick a pris le commandement du Hesperus en mars 1944 et le groupe a escorté des convois entre Gibraltar et le Royaume-Uni.
En juillet 1944, le navire transporte le corps du capitaine Frederic John Walker pour un enterrement en mer.
Plus tard en 1944, il est transféré au 19e groupe d'escorte. En janvier 1945, le commandant R.A. Currie prend le commandement du Hesperus en tant que commandant du 14e groupe d'escorte, basé à Plymouth. Le 30 avril 1945, le navire, ainsi que son navire-jumeau Havelock, attaquent l'épave de l'U-246 au nord-ouest de l'île d'Anglesey, pensant qu'il s'agissait de l'U-242 qui avait été repéré par un hydravion Short Sunderland plus tôt dans la journée,.
Deux semaines plus tard, l' Hesperus et le 14e groupe d'escorte convient un groupe d'U-Boote qui se sont rendus, du Loch Alsh à Lough Foyle. Le 27 mai, le navire et son navire-jumeau Havelock escortent le gouvernement norvégien en exil jusqu'à Oslo, où ils restent jusqu'au 1er juin. Dix jours plus tard, il sert de cible aux avions, un rôle qui a duré l'année suivante. L' Hesperus a été approuvé pour la démolition le 18 février 1946 et a été placé dans la réserve de catégorie C en mai. Il a été remorqué à Grangemouth pour la démolition, mais celle-ci n'a pas commencé avant le 17 mai 1947. L'enseigne du Hesperus est conservée dans l'église paroissiale de Yeovil.

### Source
- (en) Cet article est partiellement ou en totalité issu de l’article de Wikipédia en anglais intitulé « Hesperus (H57) » (voir la liste des auteurs).